# Clairville (acteur)
Pour l’article homonyme, voir Clairville.
Honoré de Pontevès-Bargème, comte de Tournon, dit Clairville, est un acteur français né à Lorgues le 24 juillet 1748.

## Biographie
Fils d'un consul d'Aix-en-Provence, Clairville commence une carrière d'officier de la Marine à vingt ans, mais il l'abondonne rapidement au profit du théâtre : il fait partie d'une troupe de comédiens établie à Toulon en 1770, où il épouse une fille de comédiens, Rose Corbin, plus tard Mme Clairville. Le couple se rend à Namur l'année suivante.
Il passe ensuite à Maastricht, où il dirige le théâtre de 1774 à 1780, avec quelques interruptions et quelques autres charges concomitantes : il est en même temps directeur de la troupe d'Anvers de 1772 à 1775, de celle de Bréda de 1773 à 1776, de celle de Namur de 1775 à 1776, de celle de Gand de 1777 à 1779 et de celle d'Aix-la-Chapelle durant une courte période.
Le mariage de 1770 étant invalidé, Clairville et Rose Corbin se marient une seconde fois à Maastricht le 13 novembre 1779, en présence du frère cadet de l'époux et des parents de l'épouse.
« Directeur des spectacles de S.A.S. le prince de Nassau », Clairville fait de Maastricht, ville de garnison, une des premières scènes théâtrales des Pays-Bas.
Martin-Jules de Pontevès (né à Lorgues le 27 octobre 1750) joue dans la troupe de son frère sous le nom de Clairville cadet et, en 1779-1780, Fabre d'Églantine en fait également partie.
Criblé de dettes, Clairville s'enfuit de Maastricht en 1780 et se réfugie à Liège, où il obtient la direction du théâtre, mais n'y reste qu'une saison, puis disparaît à nouveau. Sa femme, sans nouvelles de lui, continue à jouer à Maastricht, puis à Bruxelles (1783-1785) et à Amsterdam (1785-1787).
Finalement localisé à Bayonne, il apparaît que Clairville s'y est remarié et a repris du service dans la Marine. Il quitte ensuite définitivement la France pour se rendre à La Nouvelle-Orléans, où il joue encore en 1798.

## Œuvre
- Les Eaux minérales, Maastricht, 24 septembre 1778.